# Chapelle Notre-Dame-de-la-Montagne
La chapelle Notre-Dame-de-la-Montagne est un édifice catholique situé à Yenne, en Savoie.

## Localisation
La chapelle est située sur une colline à l'ouest de Yenne, dominant la ville et le Rhône. Le chemin d'accès a été réalisé en 1864, deux ans avant l’inauguration de l'édifice.

## Histoire
La chapelle est édifiée dans le contexte de l'annexion de la Savoie à la France en 1860 quand le canton connaît une grande fébrilité poussant à reconstruire ou agrandir un grand nombre d'édifices religieux. En 1863 la construction de la chapelle est décidée à la suite d'une mission donnée à Yenne par les Jésuites, le monument dédié à la Vierge vise a perpétuer le souvenir de cette mission.

## Description

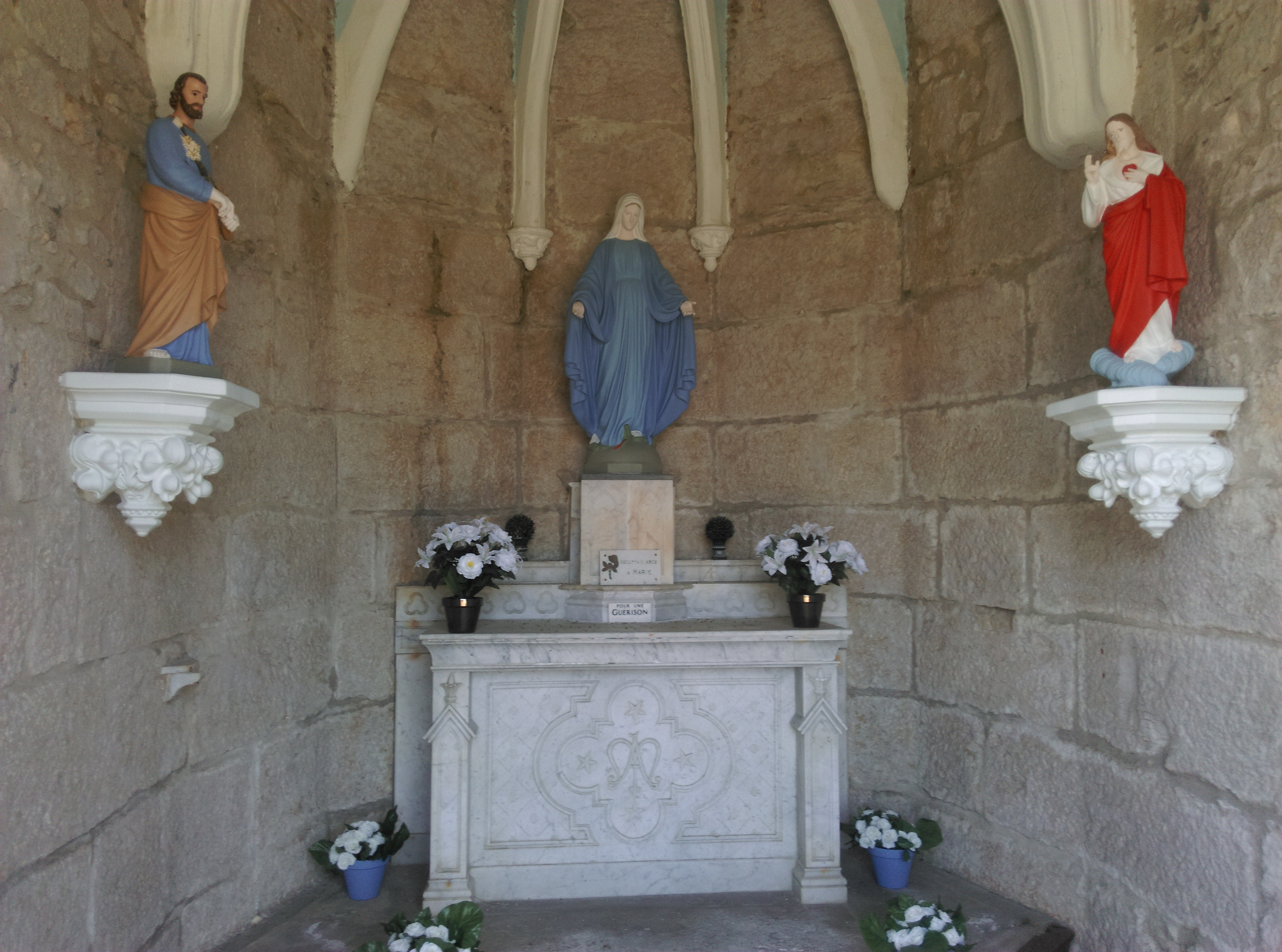
Intérieur de la chapelle.

L'édifice est encastré au pied d'une tour conique composée de gros blocs de pierres brutes. Au sommet de la tour, un piédestal accueille la statue de la Vierge, réalisé par Joseph Fabisch qui, quelques années plus tôt, a réalisé la Vierge de la basilique Notre-Dame de Fourvière à Lyon. Cette chapelle en est une réduction.